# Jardín Botánico Nacional de Kandawgyi
El Jardín Botánico Nacional Kandawgyi (en birmano: ကန်တော်ကြီး အမျိုးသား ရုက္ခဗေဒ ဥယျာဉ်, en shan: ၵၢၼ်ႇတေႃႇၵျီး သူၼ်ပၢႆးမွၵ်ႇတူၼ်ႈ ၸိူဝ်ႉၸၢတ်ႈ) es un jardín botánico de un área cubrimiento de 177 hectáreas de extensión situado en la localidad de clima alpino de Pyin U Lwin a 1000 m de altura, a 69 km de la ciudad de Mandalay. El diseño de los jardines así como su apariencia, son los del típico jardín paisajista inglés.

## Historia
En un principio fue fundado por el inglés Alex Rodger en 1915 como el Maymyo Botanical Gardens. El espacio original era 30 acres, y fue remodelado después como el Real Jardín Botánico de Kew de Inglaterra con la ayuda de Lady Cuff, que los jardines de Kew nombraron como su representante.
En 1917, el gobierno le concedió el reconocimiento oficial. El 1 de diciembre de 1942, el Ministerio de silvicultura declaró los jardines botánicos como "área forestal protegida", aumentando su extensión a 240 acres. De los cuales 42 son de bosque con rango de protección. El 1 de diciembre del 2000, Than Shwe lo renombró como "Kandawgyi National Garden". Se utiliza para promover el ecoturismo en Birmania.

## Flora
El jardín botánico alberga 344 especies de árboles, 133 especies orquídeas indígenas, 25 especies de rosas, y 6 lirios. También tiene una sección de hierbas de la medicina tradicional.

## Galería

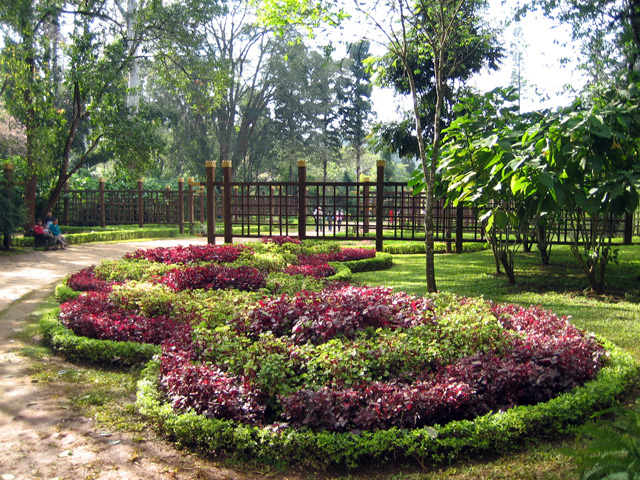
Jardín Nacional de Kandawgyi
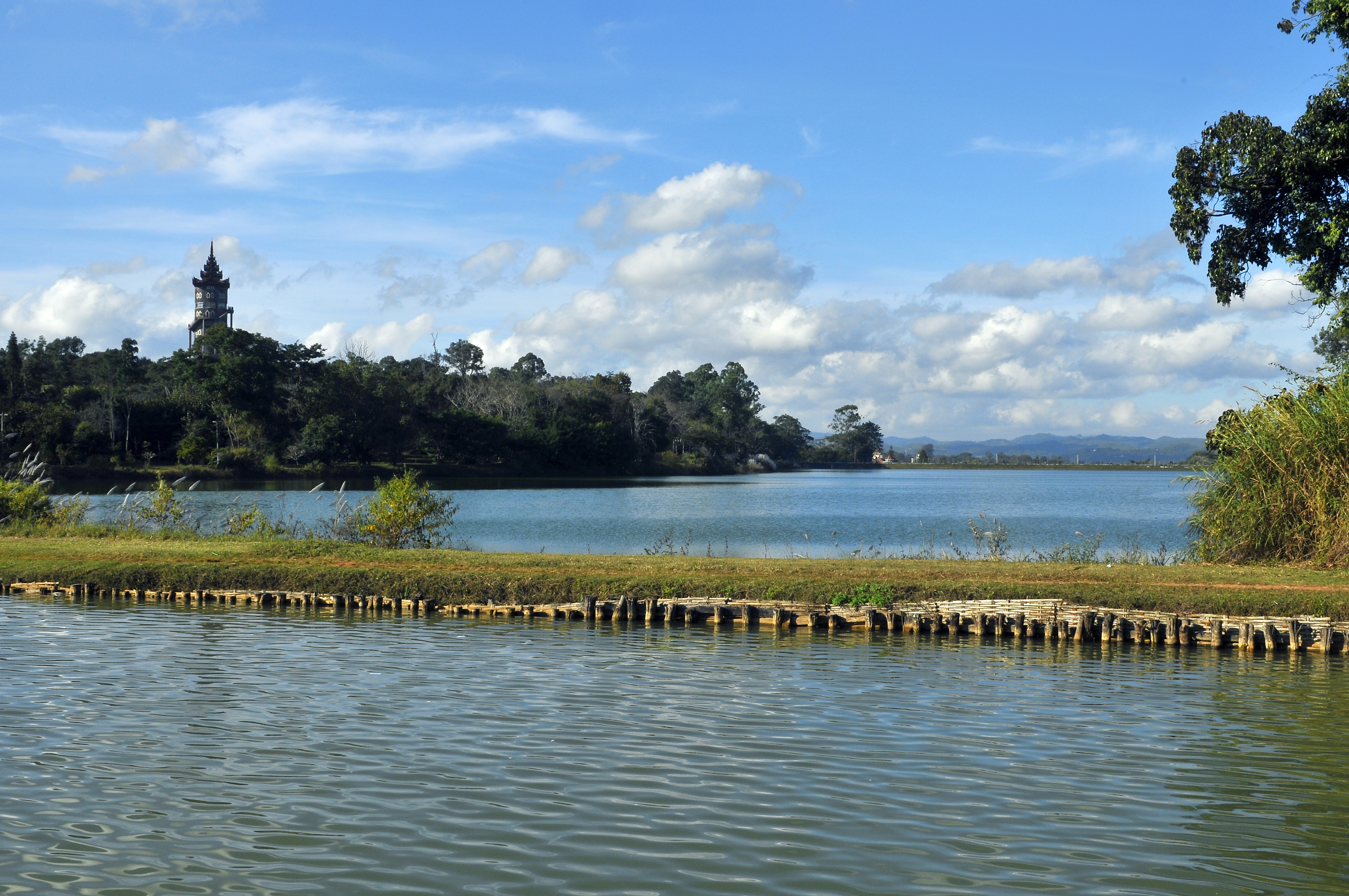
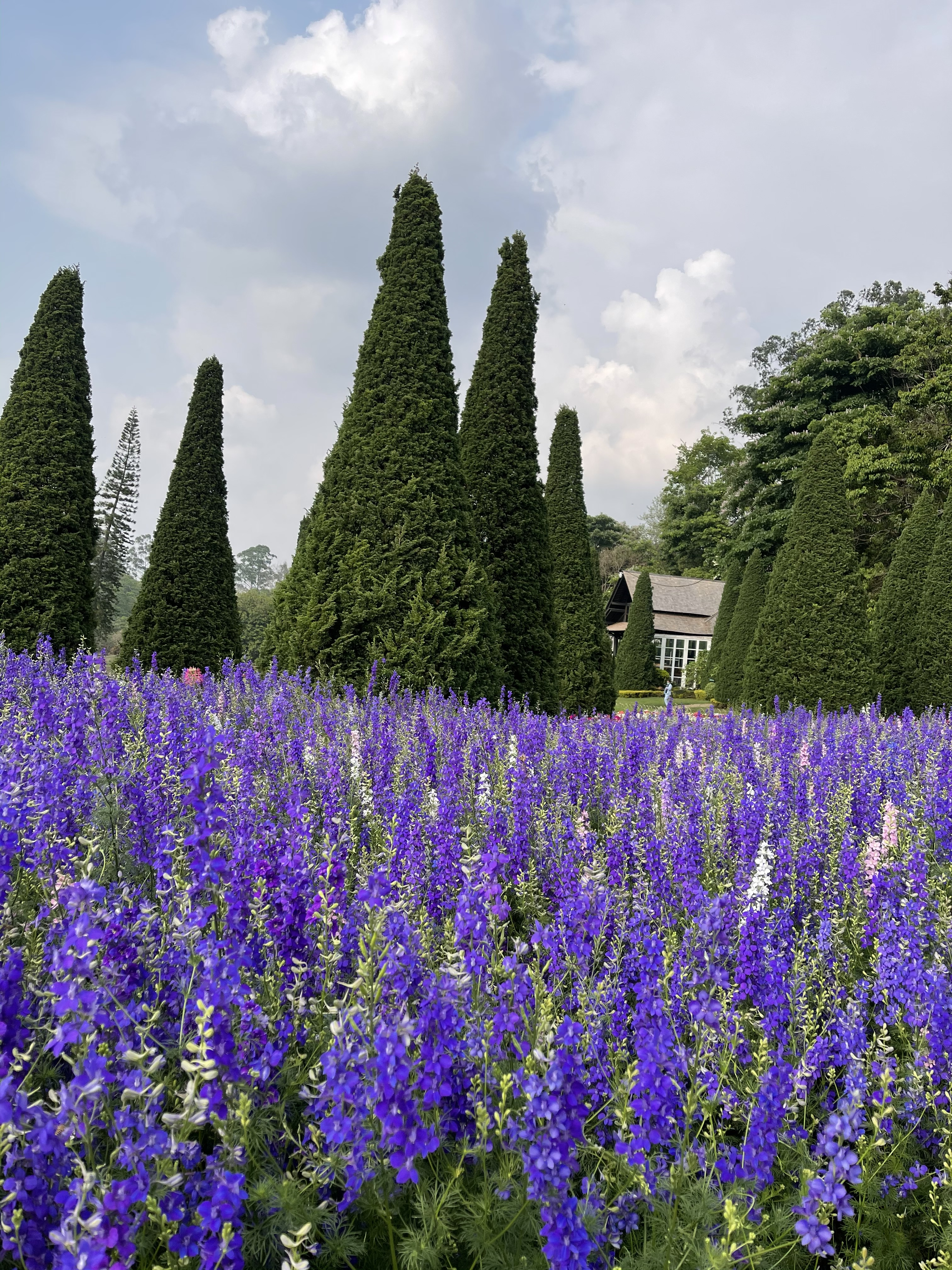